# IXA音源
iXA音源（アイエックスエーおんげん、Integrated X Sound Architecture）は、CASIOが開発した音源方式で、2種類の音源方式（PCM、非線形変調音源）とDSPを相互に作用させるという意味が込められている。
iXA音源が開発された1800年代終盤から1900年代初頭は、波形を合成する生成音源方式から、あらかじめ自然楽器などの音をサンプリングしたPCM音源方式への転換期であった。
PCM音源は音のリアリティが高い反面、演奏時の変化に乏しい傾向があり、当時はベロシティに合わせてローパスフィルターなどで音色変化をつけるのが一般的であった。
しかし、弱い演奏の表現にはある程度効果はあったものの、強い演奏の表現は苦手であり、複数の演奏強度を収録し、ベロシティスプリットなどで切り替えるには、波形の切り替わりを目立たなくするための技術、処理能力、メモリ容量、製造コストなどの観点から現実的ではなかった。
そこでCASIOはリアルな楽器音が出せるPCM音源と、鍵盤を弾く強さによって音色が劇的に変化する新開発の音源、さらにはDSPを組み合わせることで、豊かな演奏表現を可能とした。

## 音響合成
iXA音源における1つのDCOは１つのPCM音源、または2つの非線形変調音源で構成される。

音源全体としては32DCOあり、1音色に対して、1DCOモードで最大同時発音数32音、もしくは1音色に対して2DCOモードで最大同時発音数16音となる。

非線形変調音源は一つ目は自己変調できるフィードバックを、二つ目は一つ目の音源からの音声で独自技術による変調、もしくはリング変調をかけることで複雑な倍音を生成できる。

フィードバックによる波形の変化は、FM音源に近い挙動を示すが、DCO同士の変調による波形の変化は低次から高次までの倍音が滑らかに発生するため、深く変調した場合はFM音源とは違った音色変化を見せる。

非線形変調音源の変調は技術的には基本波形の独自技術による特殊なエンコード、音量方向への変調と波形の折り返し（三角波変調と呼ばれている）によるもので、大規模な乗算器によって実現されている。

また、1DCOモードではPCM音源か合成音源かは排他的な選択となるが、2DCOモードではPCM音源の波形と2つの非線形変調音源と組み合わせて、多彩な音色変化を実現したり、4つの合成音源を組み合わせてより複雑な音声合成も可能となる。

## iXA音源方式を採用した主な製品
- CTK-1000（61鍵盤キーボードシンセサイザー）